# Meilen Tu
Meilen Tu (Tarzana, 17 gennaio 1978) è una tennista statunitense.

## Biografia
Figlia di una coppia di cinesi, Ching e Mei, ha una sorella di nome Helen. Vinse l'US Open 1994 - Singolare ragazze sconfiggendo in finale Martina Hingis con un punteggio di 6–2, 6–4.
Nel 2001 vinse l'ASB Classic battendo Paola Suárez con 7–6(8), 6–2 e l'anno successivo per abbandono delle avversarie vinse in coppia con Nathalie Dechy l'Open GDF Suez, le avversarie in finale sarebbero state Elena Dement'eva e Janette Husárová.  Nello stesso anno arrivò al terzo turno al torneo di Wimbledon 2002 - Singolare femminile.
Nel 2003 conseguì un'altra vittoria, questa volta in doppio, al DFS Classic con Els Callens, dove in finale riuscì a vincere contro Alicia Molik e Martina Navrátilová con 7-5, 6-4. Arrivò ad essere 35º l'11 giugno 2007.

## Vita privata
Ha sposato Sam Sumyk, allenatore di tennis originario della Francia.

## Statistiche

### Risultati in progressione
| Sigla | Risultato               |
| ----- | ----------------------- |
| V     | Vincitore               |
| F     | Finalista               |
| SF    | Semifinalista           |
| O     | Oro olimpico            |
| A     | Argento olimpico        |
| SF    | Bronzo olimpico         |
| QF    | Quarti di Finale        |
| 4T    | Quarto turno            |
| 3T    | Terzo turno             |
| 2T    | Secondo turno           |
| 1T    | Primo turno             |
| RR    | Round Robin             |
| LQ    | Turno di qualificazione |
| A     | Assente                 |
| ND    | Non disputato           |

| Legenda superfici    |
| -------------------- |
| Cemento              |
| Terra battuta        |
| Erba                 |
| Superficie variabile |

#### Singolare nei tornei del Grande Slam
| Torneo          | 1994 | 1995 | 1996 | 1997 | 1998 | 1999 | 2000 | 2001 | 2002 | 2003 | 2004 | 2005 | 2006 | 2007 | 2008 | 2009 | 2010 |
| --------------- | ---- | ---- | ---- | ---- | ---- | ---- | ---- | ---- | ---- | ---- | ---- | ---- | ---- | ---- | ---- | ---- | ---- |
| Australian Open | A    | A    | A    | 2T   | 1T   | 2T   | 1T   | 2T   | 2T   | 1T   | A    | 1T   | A    | 2T   | 1T   | A    | A    |
| Open di Francia | A    | A    | A    | 1T   | A    | 1T   | A    | 2T   | 1T   | 1T   | A    | 1T   | A    | 2T   | A    | A    | A    |
| Wimbledon       | A    | A    | A    | 1T   | A    | A    | A    | 1T   | 3T   | A    | A    | 1T   | 2T   | 2T   | A    | A    | A    |
| US Open         | 1T   | A    | A    | 2T   | A    | 1T   | 1T   | 2T   | 1T   | A    | A    | A    | 1T   | 1T   | A    | A    | A    |

#### Doppio nei tornei del Grande Slam
| Torneo          | 1994 | 1995 | 1996 | 1997 | 1998 | 1999 | 2000 | 2001 | 2002 | 2003 | 2004 | 2005 | 2006 | 2007 | 2008 | 2009 | 2010 |
| --------------- | ---- | ---- | ---- | ---- | ---- | ---- | ---- | ---- | ---- | ---- | ---- | ---- | ---- | ---- | ---- | ---- | ---- |
| Australian Open | A    | A    | A    | A    | 3T   | 1T   | A    | 1T   | 2T   | 2T   | 2T   | 3T   | 2T   | 1T   | 3T   | A    | A    |
| Open di Francia | A    | 1T   | A    | A    | A    | A    | A    | 1T   | 2T   | 2T   | 2T   | A    | 3T   | 1T   | A    | A    | A    |
| Wimbledon       | A    | 1T   | A    | A    | A    | A    | A    | 1T   | 2T   | 2T   | 1T   | 1T   | 2T   | 3T   | A    | A    | A    |
| US Open         | A    | 1T   | A    | 1T   | A    | 1T   | 2T   | 2T   | 2T   | 3T   | 2T   | 2T   | 3T   | 3T   | A    | A    | A    |

#### Doppio misto nei tornei del Grande Slam
| Torneo          | 1994 | 1995 | 1996 | 1997 | 1998 | 1999 | 2000 | 2001 | 2002 | 2003 | 2004 | 2005 | 2006 | 2007 | 2008 | 2009 | 2010 |
| --------------- | ---- | ---- | ---- | ---- | ---- | ---- | ---- | ---- | ---- | ---- | ---- | ---- | ---- | ---- | ---- | ---- | ---- |
| Australian Open | A    | A    | A    | A    | A    | A    | A    | A    | A    | A    | A    | 1T   | A    | A    | 2T   | A    | A    |
| Open di Francia | A    | A    | A    | A    | A    | A    | A    | A    | A    | A    | A    | A    | A    | A    | A    | A    | A    |
| Wimbledon       | A    | A    | A    | A    | A    | A    | A    | A    | A    | A    | 2T   | A    | 1T   | 1T   | A    | A    | A    |
| US Open         | A    | A    | A    | A    | A    | A    | A    | A    | A    | A    | A    | A    | A    | 1T   | A    | A    | A    |